# Flughafen Sao Vàng

i8
i11
i13
Der Flughafen Sao Vàng (vietnamesisch Sân bay Sao Vàng, englisch Sao Vang Airport, IATA-Code: THD, ICAO-Code: VVTX) in Vietnam wird zurzeit überwiegend militärisch genutzt. Er liegt 45 km nordwestlich der Stadt Thanh Hóa an der Nationalstraße QL 47 (Abkürzung für vietnamesisch Quốc Lộ 47) im Bezirk Thọ Xuân der Provinz Thanh Hóa, Region Bắc Trung Bộ. Die Länge der Start-und-Lande-Bahn beträgt 3200 m, die Breite 45 m.

## Geschichte
Der Flughafen wurde 1968 als Militärflugplatz für die Vietcong erbaut.
Es war geplant, den Flughafen bis 2013 so auszubauen, dass er stärker für Zivilflüge genutzt werden kann und die Kapazitäten des Nội Bài International Airport der 180 km entfernten Hauptstadt Hanoi ergänzt.